# Restio rottboellioides
Restio rottboellioides är en gräsväxtart som beskrevs av Carl Sigismund Kunth. Restio rottboellioides ingår i släktet Restio och familjen Restionaceae. Inga underarter finns listade i Catalogue of Life.